# Ikechukwu Uche
Ikechukwu Uche (ur. 5 stycznia 1984 w Abie) – nigeryjski piłkarz występujący na pozycji napastnika w hiszpańskim klubie Gimnàstic Tarragona. Były reprezentant Nigerii. Posiada także obywatelstwo hiszpańskie.

## Kariera klubowa
Ikechukwu urodził się w mieście Aba. Piłkarską karierę zaczynał w małym klubie o nazwie Amanze United i grał w nim do końca roku 1999. W 2000 roku przeniósł się do miasta Owerri by grać w tamtejszym pierwszoligowym klubie Iwuanyanwu Nationale. Zadebiutował w nim w wieku 16 lat i był wówczas obajwieniem sezonu w tej drużynie. Jako tak młody piłkarz zdołał zdobyć 5 bramek w nigeryjskiej lidze, a jego klub zajął 8. miejsce w tabeli. W roku 2001 był już podstawowym zawodnikiem zespołu i grał najczęściej na lewym bądź prawym skrzydle, dzięki czemu jest piłkarzem uniwersalnym. W tamtym sezonie miał swój udział w obronieniu drużyny Nationale przed spadkiem do drugiej ligi (klub z Owerri zajął 12. miejsce).
Na początku roku 2002 Ikechukwu przeniósł się do hiszpańskiego Racingu Ferrol grającego w Segunda División. Początkowo były problemy z przeprowadzeniem transferu z powodu kwestii pieniężnych. Sprawa otarła się nawet o FIFA, ale ostatecznie Uche przeszedł do hiszpańskiej drużyny i w końcówce sezonu 2001/02 zagrał w niej 4 mecze ligowe. W sezonie 2002/2003 był już podstawowym zawodnikiem linii ataku klubu z Ferrol. Zdobył swoje 2 pierwsze gole na hiszpańskich boiskach – 23 lutego 2003 z Realem Oviedo (1:1) oraz z 16 marca z UD Almería (2:3). Drużyna Racingu zajęła jednak 20. pozycję w lidze, co równało się z degradacją o klasę niżej.
Latem 2003 zdecydował się opuścić trzecioligową już drużynę i za 300 tysięcy dolarów odszedł do spadkowicza z Primera División, Recreativo Huelva, najstarszego klubu piłkarskiego w Hiszpanii. Wprawdzie pierwszy z ofertą zgłosił się Albacete Balompié, jednak ostatecznie strony nie porozumiały się w sprawie kontraktu. Pierwszy sezon w Recreativo był dla Ikechukwu udany. Błysnął skutecznością zdobywając 11 goli w sezonie, ale jego zespół nie zdołał powrócić do Primera División i ostatecznie zajął 6. miejsce w lidze. Rok później miała miejsce podobna sytuacja – Recreativo zajęło 5. miejsce, pomimo że w walce o awans liczyło się do końca sezonu (5 punktów straty do trzeciego Deportivo Alavés, które wywalczyło awans), a Uche zdobył 10 goli. Latem 2005 miał propozycje z Deportivo La Coruna, Realu Betis i Portsmouth FC, ale cena 12 milionów euro podyktowana przez włodarzy Recreativo była dla tych klubów za wysoka. W sezonie 2005/2006 klub z Huelvy był już w Segunda División bezkonkurencyjny i z pierwszej pozycji wywalczył awans do Primera División. Uche zagrał w 28 meczach i zdobył aż 20 bramek, co uczyniło go najlepszym strzelcem zespołu. W sezonie 2006/2007 Uche rozegrał swój pierwszy mecz w karierze w najwyższej klasie rozgyrwkowej Hiszpanii. Zadebiutował w niej 22 października w meczu 7. kolejki, przegranym 1:2 z Getafe CF. Jednak już w 10. kolejce zdobył gola w wygranym 2:1 wyjazdowym meczu z Celtą Vigo, a potem zdobywał bramki w kolejnych – z Osasuną (2:0) i Racingiem Santander (3:4) stając się obok Florenta Sinamy-Pongolle jedną z gwiazd drużyny i ostatecznie wywalczył miejsce w podstawowej jedenastce beniaminka pierwszej ligi. Błysnął także w wyjazdowym meczu z Realem Madryt, w którym Recreativo niespodziewanie pokonało "Królewskich" w Madrycie aż 3:0, a Ikechukwu zdobył jedną z bramek. W całym sezonie ośmiokrotnie trafiał do siatki rywali (drugi strzelec zespołu po Florencie Sinama-Pongolle, który strzelił 12 goli), w tym jeszcze raz z Realem (2:2). Z Recreativo zajął 8. miejsce w lidze.
Latem 2007 Uche przeszedł do Getafe CF. Po dwóch latach spędzonych w pod madryckim klubie, w których strzelił 11 goli trafił do Realu Saragossa, gdzie podpisał czteroletni kontrakt.
31 sierpnia 2011 przeszedł do Villarrealu, z którym związał się z kontraktem, trwającym 4 lata. Tego samego dnia został wypożyczony na rok do Granady.

## Kariera reprezentacyjna
Ikechukwu Uche ma za sobą występy w młodzieżowej reprezentacji Nigerii U-17 i był nawet blisko wyjazdu na Młodzieżowe Mistrzostwa Świata U-17 w Trynidadzie i Tobago, ale w końcowej fazie przygotowań wypadł z kadry. W dorosłej reprezentacji zadebiutował w 2007 roku. W 2008 roku zagrał w Pucharze Narodów Afryki 2008.